# Discografia di Álvaro Soler
La discografia di Álvaro Soler, cantante pop latino spagnolo, comprende tre album in studio, una raccolta e oltre dieci singoli.

## Album

### Album in studio
| Anno                                                                          | Titolo e dettagli | Classifiche | Classifiche | Classifiche | Classifiche | Classifiche | Classifiche | Classifiche | Classifiche | Classifiche | Classifiche | Certificazioni                                                  |
| Anno                                                                          | Titolo e dettagli | SPA         | AUT         | BEL (FL)    | FRA         | GER         | ITA         | NLD         | POL         | SWI         | USA Latin   | Certificazioni                                                  |
| ----------------------------------------------------------------------------- | --- | ----------- | ----------- | ----------- | ----------- | ----------- | ----------- | ----------- | ----------- | ----------- | ----------- | --------------------------------------------------------------- |
| 2015                                                                          | Eterno agosto - Pubblicato: 26 giugno 2015 - Etichetta: Airforce 1, Universal - Formati: CD, download digitale, streaming    | 25          | 6           | 38          | 79          | 5           | 1           | 36          | 1           | 1           | —           | - AUT: Oro - GER: Oro - ITA: Platino - POL: Diamante - SWI: Oro |
| 2018                                                                          | Mar de colores - Pubblicato: 7 settembre 2018 - Etichetta: Airforce 1, Universal - Formati: CD, download digitale, streaming | 9           | 8           | 26          | —           | 8           | 10          | 81          | 2           | 4           | 38          | - AUT: Oro - GER: Oro - ITA: Oro - POL: Platino                 |
| 2021                                                                          | Magia - Pubblicato: 9 luglio 2021 - Etichetta: Airforce 1, Universal - Formati: CD, download digitale, streaming             | 29          | 4           | 67          | —           | 3           | 32          | —           | 12          | 2           | —           |                                                                 |
| "—" indica una pubblicazione non classificata o non pubblicata in quel paese. | |             |             |             |             |             |             |             |             |             |             |                                                                 |

### Raccolte
| Anno | Titolo e dettagli | Classifiche | Classifiche | Classifiche |
| Anno | Titolo e dettagli | AUT         | GER         | SWI         |
| ---- | --- | ----------- | ----------- | ----------- |
| 2022 | The Best of 2015-2022 - Pubblicato: 26 agosto 2022 - Etichetta: Airforce 1, Universal - Formati: CD, download digitale, streaming | 19          | 10          | 8           |

## Singoli
| Anno                                                                          | Titolo                                                    | Classifiche | Classifiche | Classifiche | Classifiche | Classifiche | Classifiche | Classifiche | Classifiche | Classifiche | Classifiche | Certificazioni | Album di provenienza               |
| Anno                                                                          | Titolo                                                    | SPA         | AUT         | BEL (FL)    | FRA         | GER         | ITA         | NLD         | POL         | SWI         | USA Latin   | Certificazioni | Album di provenienza               |
| ----------------------------------------------------------------------------- | --------------------------------------------------------- | ----------- | ----------- | ----------- | ----------- | ----------- | ----------- | ----------- | ----------- | ----------- | ----------- | --- | ---------------------------------- |
| 2015                                                                          | El mismo sol (solo o feat. Jennifer Lopez)                | 3           | 6           | 8           | 31          | 20          | 1           | 16          | 1           | 1           | 11          | - SPA: Platino (4) - AUT: Oro - BEL: Oro - GER: Oro - ITA: Platino (6) - POL: Platino (3) - SWI: Platino                             | Eterno agosto                      |
| 2015                                                                          | Agosto                                                    | —           | —           | —           | —           | —           | —           | —           | 1           | —           | —           | - POL: Platino | Eterno agosto                      |
| 2016                                                                          | Sofia                                                     | 4           | 3           | 1           | 12          | 23          | 1           | 19          | 1           | 1           | —           | - SPA: Platino (2) - AUT: Platino - BEL: Platino - FRA: Platino - GER: Platino - ITA: Platino (8) - POL: Diamante - SWI: Platino (2) | Eterno agosto                      |
| 2016                                                                          | Libre (feat. Emma Marrone o Monika Lewczuk)               | —           | —           | —           | —           | —           | 26          | —           | 1           | —           | —           | - ITA: Platino | Eterno agosto                      |
| 2017                                                                          | Animal                                                    | —           | —           | —           | —           | —           | —           | —           | 7           | —           | —           | | Eterno agosto                      |
| 2017                                                                          | Yo contigo, tú conmigo (The Gong Gong Song) (con i Morat) | 18          | —           | —           | —           | —           | 29          | —           | 15          | —           | —           | - SPA: Platino - ITA: Platino | Cattivissimo me 3                  |
| 2018                                                                          | La cintura (solo o feat. Flo Rida e Tini)                 | 4           | 8           | 10          | 116         | 7           | 2           | 22          | 3           | 4           | 46          | - SPA: Platino (3) - AUT: Platino - BEL: Oro - FRA: Oro - GER: Platino - ITA: Platino (3)                                            | Mar de colores                     |
| 2019                                                                          | Loca                                                      | —           | —           | 21          | —           | —           | —           | 57          | 12          | 95          | —           | - NLD: Oro | Mar de colores (Versión extendida) |
| 2019                                                                          | La libertad                                               | —           | 51          | 28          | —           | 62          | 67          | —           | 18          | 65          | —           | - ITA: Oro | Mar de colores (Versión extendida) |
| 2021                                                                          | Magia                                                     | 100         | 48          | 18          | —           | 28          | 57          | —           | 13          | 29          | —           | - SPA: Oro - AUT: Oro - GER: Oro - ITA: Oro                                                                                          | Magia                              |
| 2021                                                                          | Si te vas                                                 | —           | —           | —           | —           | —           | —           | —           | —           | —           | —           | | Magia                              |
| 2021                                                                          | Mañana (feat. Cali y el Dandee)                           | —           | —           | —           | —           | 98          | 76          | —           | 43          | 53          | —           | | Magia                              |
| 2021                                                                          | Non dire una parola (con Baby K)                          | —           | —           | —           | —           | —           | —           | —           | —           | —           | —           | | /                                  |
| 2021                                                                          | Manila (con Ray Dalton)                                   | —           | 15          | —           | —           | 23          | —           | —           | —           | 29          | —           | - AUT: Platino - SWI: Oro | The Best of 2015-2022              |
| 2022                                                                          | A contracorriente (con David Bisbal)                      | 43          | —           | —           | —           | —           | —           | —           | —           | —           | —           | - SPA: Oro | The Best of 2015-2022              |
| 2022                                                                          | Solo para ti (con Topic)                                  | —           | 65          | 6           | —           | 57          | —           | —           | —           | 52          | —           | - SWI: Oro | The Best of 2015-2022              |
| 2022                                                                          | Candela (con Nico Santos)                                 | —           | —           | —           | —           | —           | —           | —           | —           | —           | —           | | The Best of 2015-2022              |
| 2023                                                                          | Muero                                                     | —           | —           | 10          | —           | —           | —           | —           | —           | —           | —           | | /                                  |
| 2023                                                                          | Para vivirla                                              | —           | —           | —           | —           | —           | —           | —           | —           | —           | —           | | /                                  |
| 2023                                                                          | Oxígeno                                                   | —           | —           | —           | —           | —           | —           | —           | —           | —           | —           | | /                                  |
| 2023                                                                          | Ya a ti nadie te quiere (con Conchita)                    | —           | —           | —           | —           | —           | —           | —           | —           | —           | —           | | /                                  |
| 2024                                                                          | Hot Like Summer (con Margaret)                            | —           | —           | —           | —           | —           | —           | —           | —           | —           | —           | | Siniaki i cekiny                   |
| 2024                                                                          | Te imaginaba                                              | —           | —           | —           | —           | —           | —           | —           | —           | —           | —           | | TBA                                |
| 2024                                                                          | Cero (feat. Namayana Women's Choir)                       | —           | —           | —           | —           | —           | —           | —           | —           | —           | —           | | TBA                                |
| 2024                                                                          | Dicen                                                     | —           | —           | —           | —           | —           | —           | —           | —           | —           | —           | | TBA                                |
| 2025                                                                          | Con Calma                                                 | —           | —           | —           | —           | —           | —           | —           | —           | —           | —           | | TBA                                |
| "—" indica una pubblicazione non classificata o non pubblicata in quel paese. |                                                           |             |             |             |             |             |             |             |             |             |             | |                                    |

### Singoli promozionali
| Anno | Titolo                     | Classifiche | Classifiche | Classifiche | Classifiche | Classifiche | Classifiche | Classifiche | Classifiche | Classifiche | Classifiche | Certificazioni | Album di provenienza            |
| Anno | Titolo                     | SPA         | AUT         | BEL (FL)    | FRA         | GER         | ITA         | NLD         | POL         | SWI         | USA Latin   | Certificazioni | Album di provenienza            |
| ---- | -------------------------- | ----------- | ----------- | ----------- | ----------- | ----------- | ----------- | ----------- | ----------- | ----------- | ----------- | -------------- | ------------------------------- |
| 2018 | Ella                       | —           | —           | —           | —           | —           | —           | —           | —           | —           | —           |                | Mar de colores                  |
| 2018 | Lo mismo (con Maître Gims) | —           | —           | —           | —           | —           | —           | —           | —           | —           | —           |                | Mar de colores e Ceinture noire |

## Video musicali
| Anno | Titolo                                                    | Regista                                  |
| ---- | --------------------------------------------------------- | ---------------------------------------- |
| 2015 | El mismo sol                                              | Daniel Eceolaza                          |
| 2016 | Sofia                                                     | Noël Dernesch                            |
| 2016 | Libre (con Emma Marrone)                                  | Gaetano Morbioli                         |
| 2017 | Animal                                                    | Noël Dernesch                            |
| 2017 | Yo contigo, tú conmigo (The Gong Gong Song) (con i Morat) | Pacho Flores                             |
| 2018 | La cintura                                                | Frank Hoffmann                           |
| 2018 | La cintura (Remix) (con Flo Rida e Tini)                  | Frank Hoffmann                           |
| 2018 | Ella                                                      | Marvin Ströter                           |
| 2019 | Loca                                                      | Marvin Ströter                           |
| 2019 | La libertad                                               | Marvin Ströter                           |
| 2021 | Magia                                                     |                                          |
| 2021 | Si te vas                                                 | Álvaro Soler, Tamino Zuch e Von Lindeman |
| 2021 | Mañana (feat. Cali y el Dandee)                           | Ada Odreman                              |